# Mesodina aeluropis
Mesodina aeluropis là một loài bướm ngày thuộc họ Hesperiidae. Nó là loài đặc hữu của New South Wales.
Sải cánh dài khoảng 30 mm.
Ấu trùng ăn Patersonia sericea. They construct a cylindrical shelter made from joined leaves of its host plant ở đó nó rests during the day.